# Guttenberg (dinastia)
Guttenberg (baroni (Freiherrn), cavalieri imperiali (Reichsritter)) è il nome di una nobile stirpe della Franconia, inizialmente ministeriali, per conto dei conti di Andechs, duchi di Merania, che prese il nome dal castello di Guttenberg, costruito prima del 1320 sull'Alto Meno e noto fin dal 1149 come "von der Plassenburg", appartenente al Nordgau. I Guttenberg erano feudatari dei burgravi di Norimberga e dei vescovati di Würzburg e Bamberga. All'interno del cavalierato imperiale appartenevano ai cantoni franconi Rhön-Werra (1650–1801/1802); Baunach (fine del XVI secolo, 1750–1806) con Kirchlauter e Kleinbardorf; Steigerwald (1700, 1790); Odenwald (XVII secolo) e Gebirg (inizio XVI secolo fino al 1805/1806) all'interno del Circolo dei cavalieri della Franconia. La linea Steinenhausen ereditò la carica di Obermarschall des Hochstift Würzburg dal 1691. Nel 1700 la famiglia salì allo status di barone imperiale. Nel 1802 i loro possedimenti furono occupati dall'elettorato di Baviera e trasferiti alla Prussia nel 1804. Successivamente le terre e la proprietà del castello furono restituite alla Baviera.

## Storia

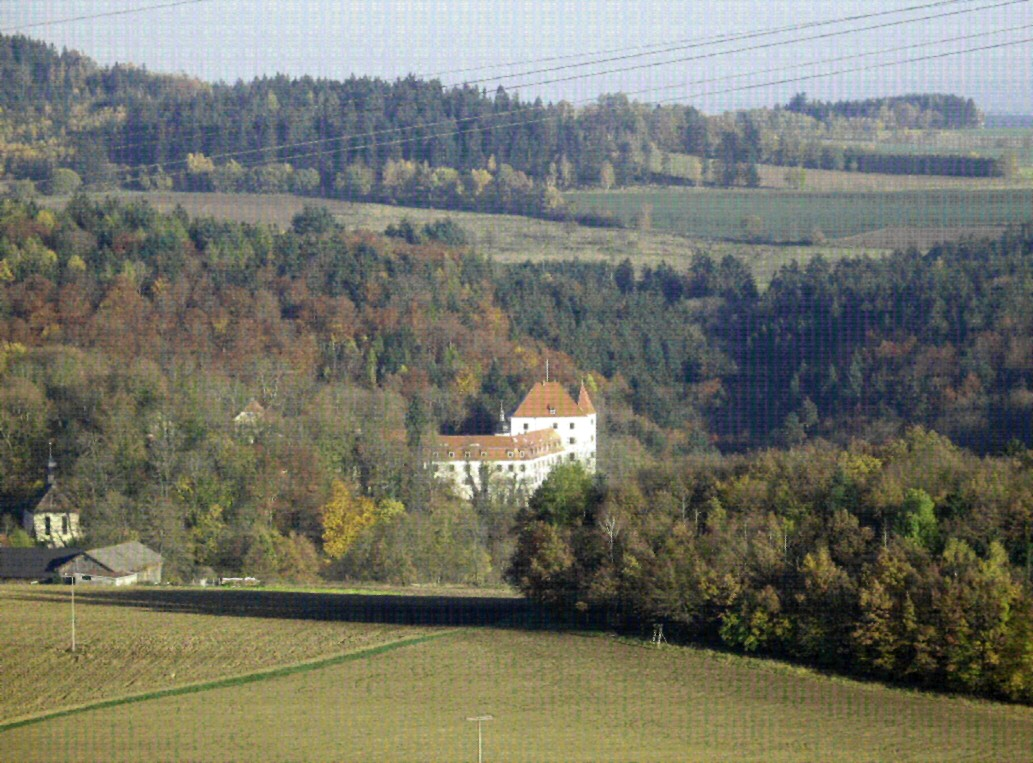
Il castello di Guttenberg, che dà il nome al paese, è situato su uno sperone di montagna boscoso, facilmente raggiungibile solo dal lato del paese.

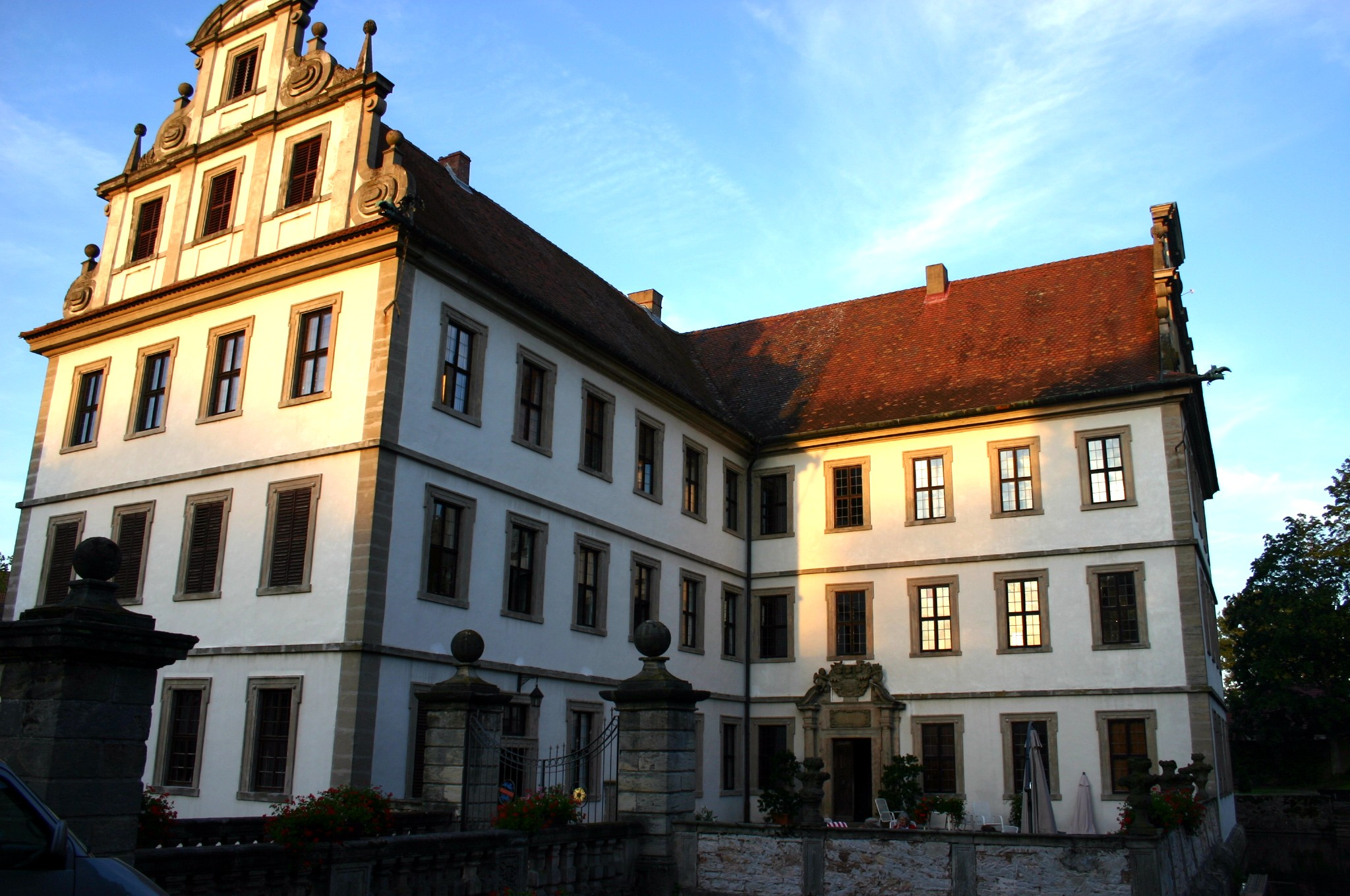
Cortile del castello con fossato di Guttenberg a Kirchlauter

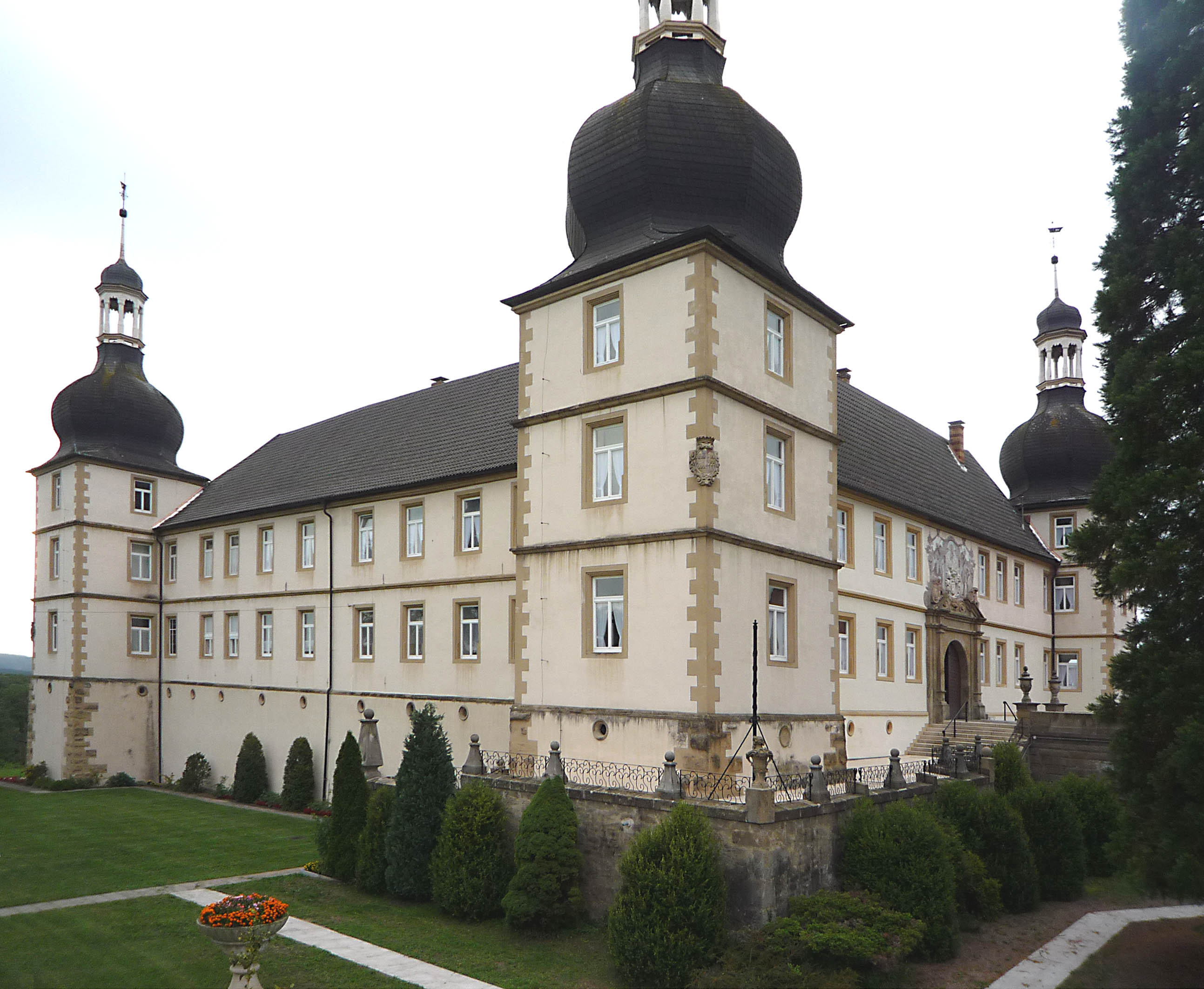
Castello di Sternberg

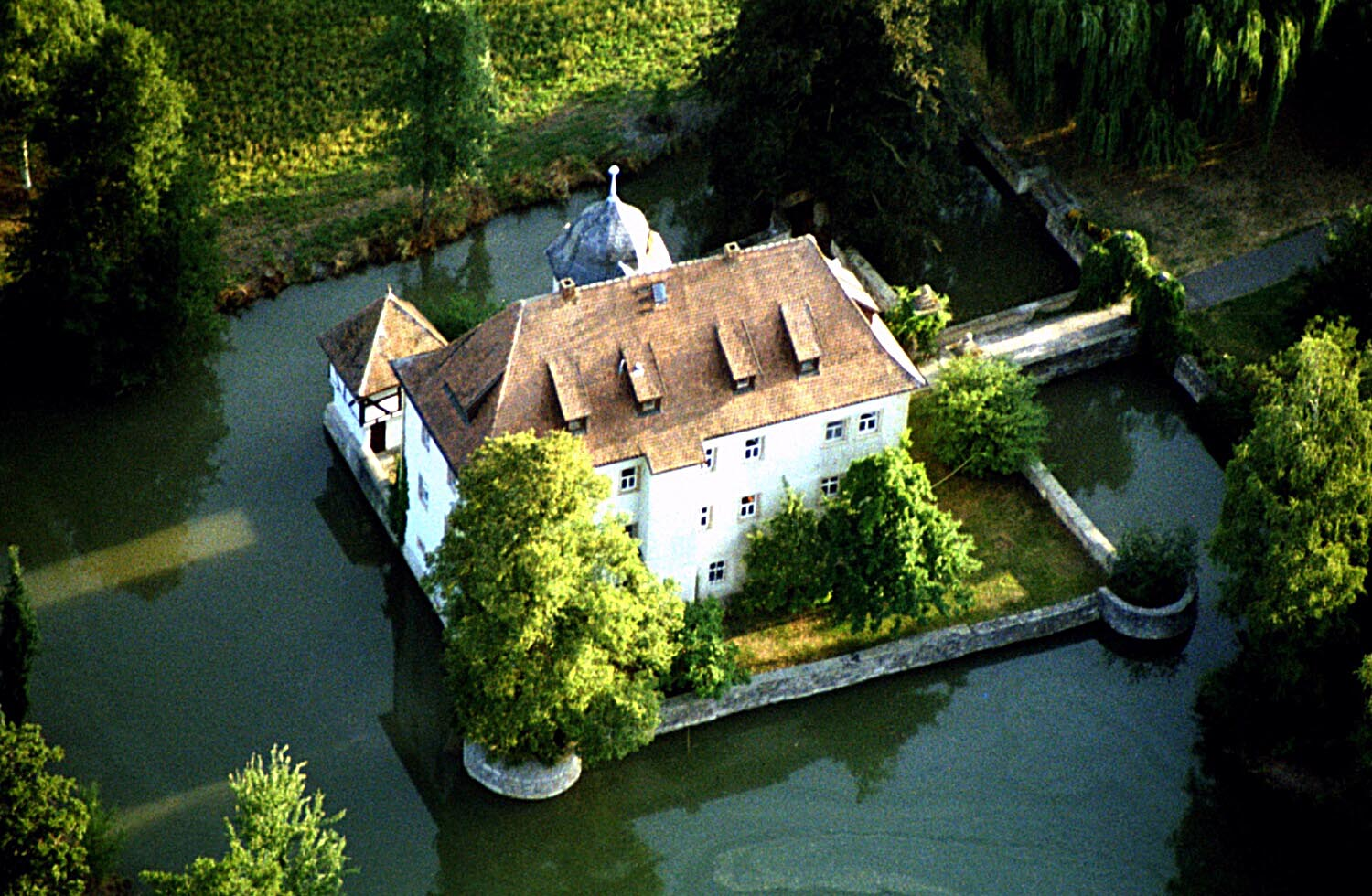
Castello con fossato di Kleinbardorf di proprietà dei Guttenberg 1691–1896.

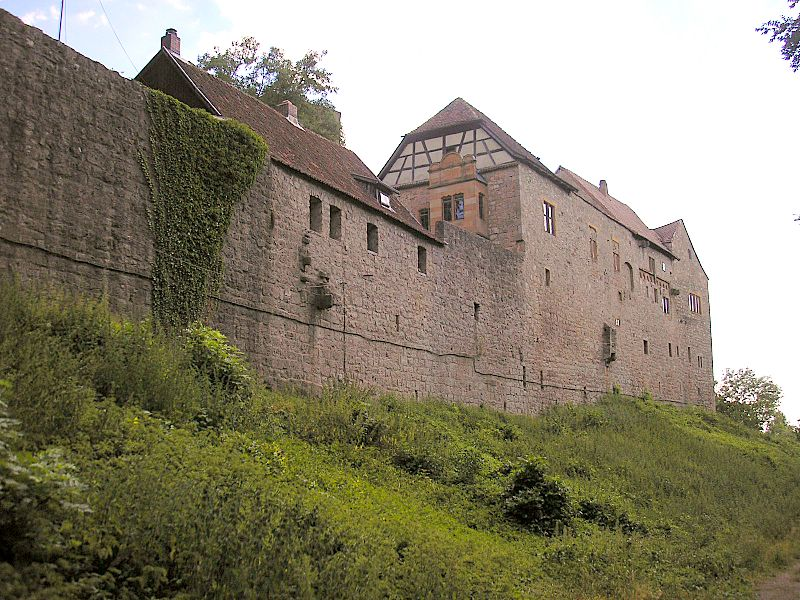
Castello di Salisburgo vicino a Bad Neustadt an der Saale nella Bassa Franconia, di proprietà dei baroni von und zu Guttenberg dal 1893

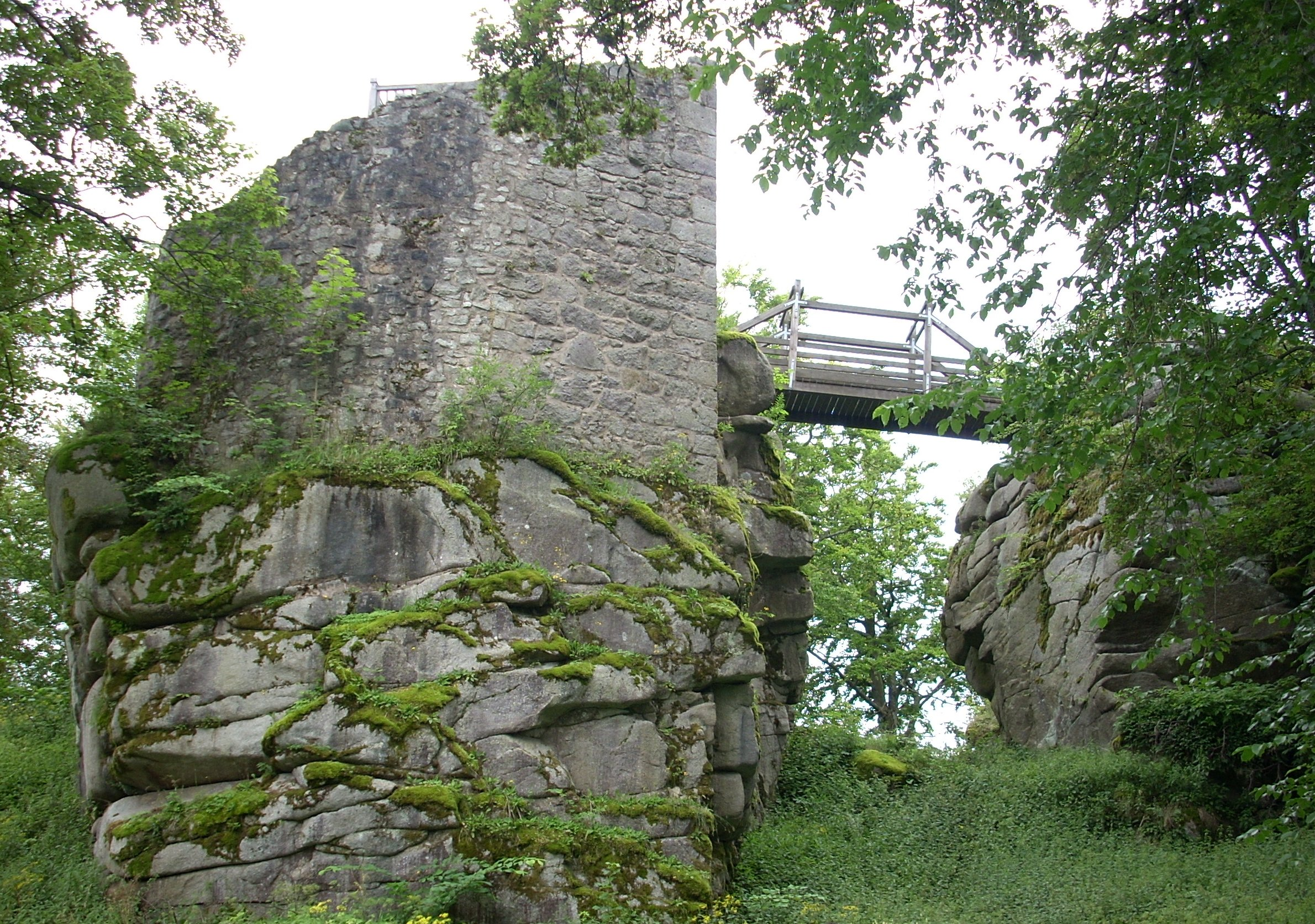
Rovine del castello di Schellenberg, distrutto nella faida tra Filippo I di Guttenberg e il margravio Federico I

### Origini
La stirpe dei Guttenberg appare per la prima volta in un documento nel 1149 con "Gundeloh di Blassenberg", con cui inizia il lignaggio. Con l'acquisizione del castello di Guttenberg con il villaggio di Guttenberg nella foresta francone (costruito prima del 1329) da parte di Enrico di Blassenberg intorno al 1310, il nome della famiglia cambiò in "von Guttenberg". Il feudo dei Cavalieri Imperiali di Guttenberg era nel circondario di Kulmbach nel Nordgau (Baviera).
Sembra che nell'Alto Medioevo un Gertraud di Guttenberg fosse stato eletto nel 968 per condurre lo spettacolo degli elmetti e la divisione di essi (determinazione dei gruppi del torneo) al torneo di Merseburgo (969), forse un membro dei Guttenberg vicino a Bergzabern; un von Guttenberg avrebbe partecipato a un torneo ad Augusta nel 1080.

### Medioevo

#### Distruzione dei castelli di Altguttenberg e Neuguttenberg nel 1523
Poiché i Guttenberg avevano collaborato con il Raubritter Hans Thomas von Absberg in Franconia, la Lega Sveva distrusse i castelli Altguttenberg e Neuguttenberg nel 1523 (come si vede nella xilografia di Wandereisen del 1523).

#### Partecipazioni a faide
La stirpe dei Guttenberg fu coinvolta nelle seguenti faide:
- Faida di Guttenberg (1380), Adelsfehde (faida nobile) contro la città imperiale di Eger, odierna Cheb nella Boemia Occidentale;
- Faida di Waldenfels contro la città imperiale di Norimberga, all'inizio del 1400;
- Faida di Guttenberg (1497–1502) contro il margravio Federico I di Brandenburgo-Kulmbach dal 1497;
- Faida contro Enrico il Vecchio di Gera 1520/21;
- Barbara di Guttenberg, già monaca del convento cistercense di Schlüsselau, giurò una Urfehde nel 1526 e fu bandita dalla città di Nördlingen im Ries.

#### Famiglie imparentate nella nobiltà intorno al 1500
All'epoca, intorno al 1500, i cavalieri imperiali di Guttenberg erano imparentati per via matrimoniale con numerose famiglie borghesi della cavalleria. (vedi Elenco delle stirpi cavalleresche della Franconia) e furono canonici a Bamberga (vedi capitolo cattedrale di Bamberga).
Tra i parenti dei Guttenberg vi erano gli Aufseß, Bibra, Giech, Hirschberg, Redwitz, Reitzenstein, Rotenhan, Sparneck, Stiebar e Streitberg. Oltre a questi anche i Tann, Berlichingen, Hutten, Truchseß von Wetzhausen, Marschalk von Ostheim, Heldritt, Fuchs von Schweinshaupten, Ehenheim, Trautenberg, Sturmfeder, Kotzau e Lüchau.
Il matrimonio di Osanna di Guttenberg con Wolfgang di Schwarzenberg-Seinsheim, i successivi principi di Schwarzenberg, superò i confini di classe del cavalierato imperiale della bassa nobiltà in Franconia. All'inizio del XVI secolo sposò la Vizedom di Bamberga von Guttenberg in Carinzia Rosina di Graben († 1539), figlia di Ulrico III di Graben.

#### Ordine del Cigno
I Guttenberg, con Carlo I di Guttenberg, furono i co-fondatori dell'Ordine del Cigno fondato nel 1440, di cui faceva parte anche Kaspar von Guttenberg (intorno al 1487–1554).

### Tempi moderni (panoramica)

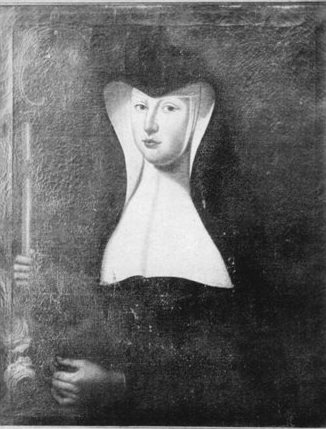
Philippine zu Guttenberg, l'ultima badessa dell'abbazia di Santa Ildegarda.

Dal 1502 al 1968 le proprietà a Kirchlauter appartenevano al maniero della famiglia von Guttenberg, residenti nel villaggio fino al 1968. Dal 1688 al 1698 il castello con fossato di Guttenberg fu ricostruito in stile barocco. Oggi è di proprietà dei conti di Stauffenberg.
Nel 1695 i baroni von Guttenberg acquistarono la tenuta di Sternberg im Grabfeld (Bassa Franconia). La vicina Sulzdorf faceva parte di questo maniero, che fu mediatizzato nel 1806 dal granducato di Würzburg dell'arciduca Ferdinando III di Toscana  e andò nel 1814 al regno di Baviera. Il castello di Sternberg rimase in possesso dei Guttenberg fino al 1838.
Intorno al 1700 i Guttenberg furono organizzati nel cantone dei cavalieri di Baunach e furono elevati allo status di barone imperiale da Leopoldo I, imperatore del Sacro Romano Impero, nell'aprile 1700 e iscritti alla classe dei baroni nel regno di Baviera nel febbraio 1814.
Franz Anton Donat Heusslein von Eußenheim fu un capitano del reggimento dragoni di Guttenberg nel 1775.

### Luoghi con riferimenti ai Guttenberg

#### Bassa Franconia
- Guttenberger Wald nel distretto di Würzburg.

#### Alta Franconia
- Guttenberger Hammer a Grafengehaig, Rugendorf;
- Scuderie del castello di Untersteinach.

#### Altri
- Guttenberg come cavaliere e Forsthaus di Buchonia (una fattoria, ma anche una locanda);
- Guttenberg nella Guttenberger Wald, che si estendeva tra Würzburg-Steinbachtal e Kleinrinderfeld.

## Albero genealogico (estratto)

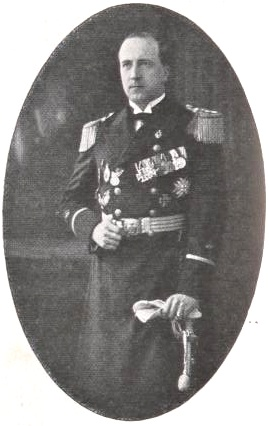
Georg Enoch zu Guttenberg

Hermann Freiherr von und zu Guttenberg (26 marzo 1816-26 aprile 1882) ∞ Luise von Thurn und Taxis (21 dicembre 1828-7 gennaio 1916); figlia di Karl Theodor von Thurn und Taxis (1797–1868) e Juliane Karoline von Einsiedel (1806–1846)
1. Karl-Theodor Freiherr von und zu Guttenberg (d. Ä.) (31 maggio 1854-28 luglio 1904) ∞ Maria von Rottenhan (11 marzo 1860-11 maggio 1945); figlia di Maximilian, Graf (conte) von Rottenhan (1820–1886) e Theresia Freiin von Boineburg-Lengsfeld (1834–1884).
1.1. Elisabeth Freiin von und zu Guttenberg (11 novembre 1891-21 dicembre 1946) ∞ Klemens Schenk Graf (conte) von Stauffenberg (2 giugno 1885-10 febbraio 1949);
1.2. Karl Ludwig Freiherr von und zu Guttenberg (22 aprile 1902-23/24 aprile 1945) ∞ Therese Princess di Schwarzenberg (11 novembre 1905-6 aprile 1976); figlia di Johann Nepomuk Adolf Fürst zu Schwarzenberg (1860-1938) e Therese, Gräfin (contessa) von Trauttmansdorff (1870-1945).
1.2.1. Johann Berthold Freiherr von und zu Guttenberg (nato il 23 settembre 1937);
1.2.2. Maria Theodora Freiin von und zu Guttenberg (nata il 1 agosto 1930);
1.2.3. Elisabeth Freiin von und zu Guttenberg (nata il 26 settembre 1931).

1.3. Georg Enoch Freiherr von und zu Guttenberg (10 novembre 1893-21 dicembre 1940) ∞ Elisabeth Baronessa von der Tann-Rathsamhausen (12 agosto 1900-1998); figlia del barone Luitpold Reichsfreiherr von und zu der Tann-Rathsamhausen (1847-1919) e di Emma Gräfin Mikes von Zabola (1869-1956);
1.3.1. Philipp Franz Freiherr von und zu Guttenberg d. Ä. (25 maggio 1920-9 gennaio 1943);
1.3.2. Maria Nives Freiin von und zu Guttenberg (nata il 5 agosto 1925) ∞ Henry Farell Casademont (20 ottobre 1914);
1.3.3. Therese Freiin von und zu Guttenberg (28 maggio 1929-2 marzo 1953) ∞ Alexander Freiherr von Branca (11 gennaio 1919-21 marzo 2011).

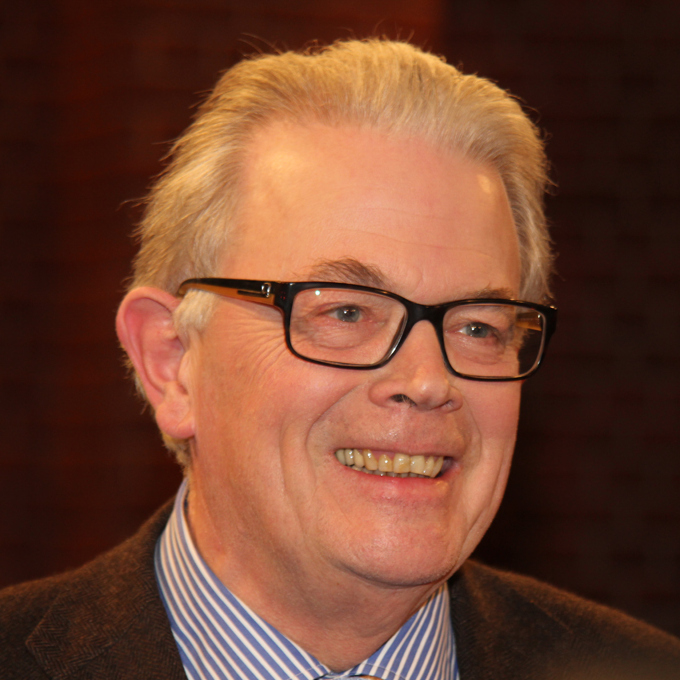
Enoch zu Guttenberg

1.3.4. Karl Theodor Freiherr von und zu Guttenberg (23 maggio 1921-4 ottobre 1972) ∞ Rosa Sophie Prinzessin von Arenberg (23 dicembre 1922-17 novembre 2012); figlia del principe Robert Prosper, principe e duca di Arenberg (1895–1972) e della principessa Gabrielle von Wrede;
1.3.4.1. Elisabeth Freiin von und zu Guttenberg (nata il 5 luglio 1944) ∞ Franz Ludwig Schenk Graf von Stauffenberg (nato il 4 maggio 1938);
1.3.4.2. Michaela Freiin von und zu Guttenberg (nata il 30 maggio 1949) ∞ Johann Nepomuk Johannes Freiherr Heereman (nato il 21 marzo 1944);
1.3.4.3. Benedikt († 1953).
1.3.4.4. Georg Enoch Freiherr von und zu Guttenberg (29 luglio 1946-15 giugno 2018) ∞ (I) Christina von und zu Eltz (nata il 27 novembre 1951); figlia di Jakob von und zu Eltz (1921-2006) e Ladislaja Freiin Mayr von Melnhof (nata il 23 dicembre 1920) ∞ (II) (1997) Lyubka Biagioni.

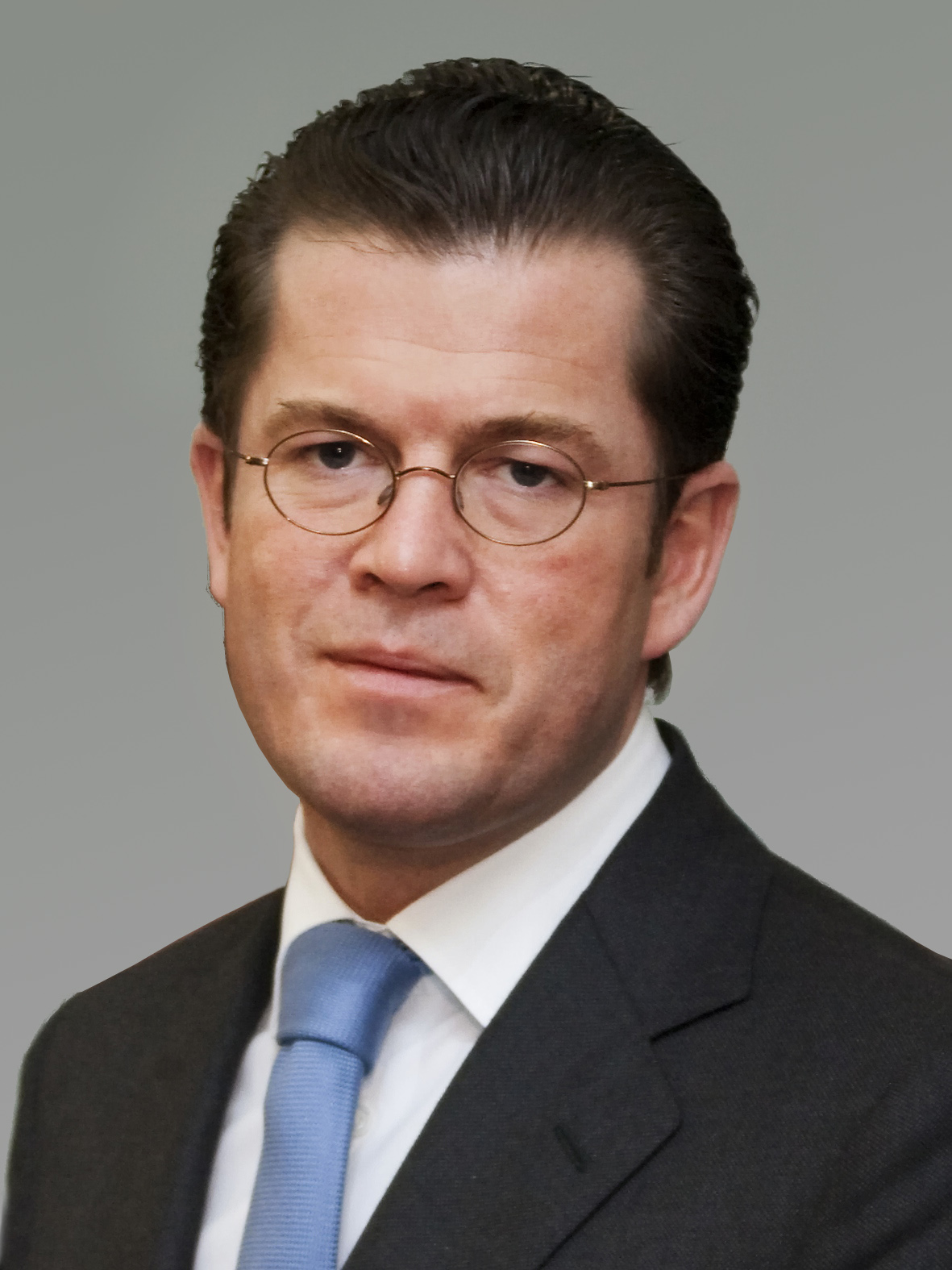
Karl-Theodor zu Guttenberg

1.3.4.4.1. Karl-Theodor Buhl Freiherr von und zu Guttenberg (nato il 5 dicembre 1971) ∞ Stephanie von Bismarck-Schönhausen (nata il 24 novembre 1976); figlia di Andreas von Bismarck-Schönhausen (nato nel 1941) e Charlotte Kinberg (nata nel 1951);
1.3.4.4.2. Philipp Franz Freiherr von und zu Guttenberg (nato il 10 maggio 1973) ∞ Hon. Alexandra Luise Macdonald (nata il 19 agosto 1973); figlia di Godfrey James Macdonald, VIII barone Macdonald de Slate (nato nel 1947) e Claire Catlow.

## Altri membri della stirpe
- Friedrich Karl Ludwig Freiherr von und zu Guttenberg (1767–1822), proprietario terriero, canonico, capo della polizia a Würzburg, membro della Camera dei deputati bavarese (dal 1819);
- Johann Gottfried von Guttenberg, principe-vescovo di Würzburg dal 1684 alla morte;
- Maximilian Hermann Freiherr von und zu Guttenberg (1889-1914), proprietario terriero, diplomatico, ereditario del Reichsrat, ucciso in azione in Francia;
- Philipp Anton Christoph Freiherr von Guttenberg, canonico di Würzburg;
- Wolfgang Philipp von und zu Guttenberg (1647-1733), cavaliere dell'Ordine e Gran Balì di lingua tedesca a Malta.

### Blasone

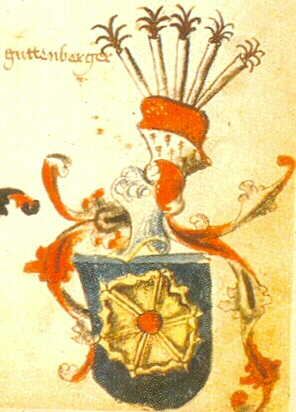
Stemma dei Guttenberg nel codice di Ingeram, 1459
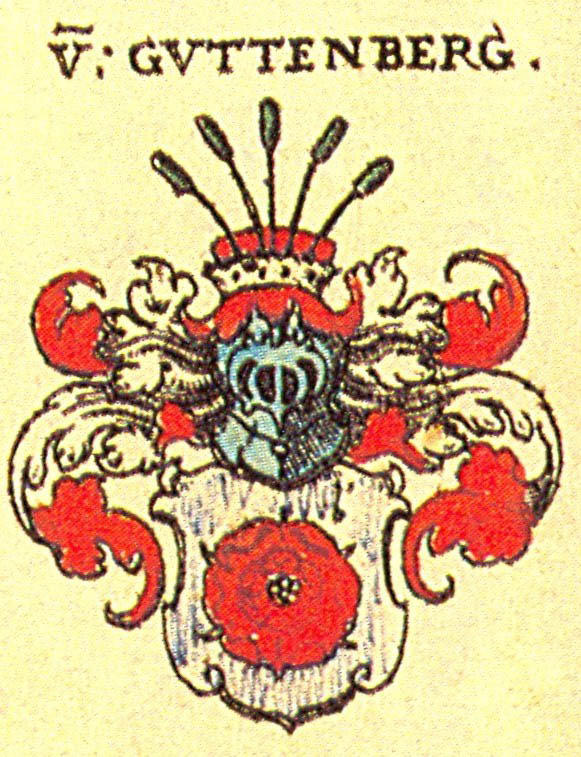
Stemma nell'armoriale di Siebmacher, 1605, con uno smalto errato
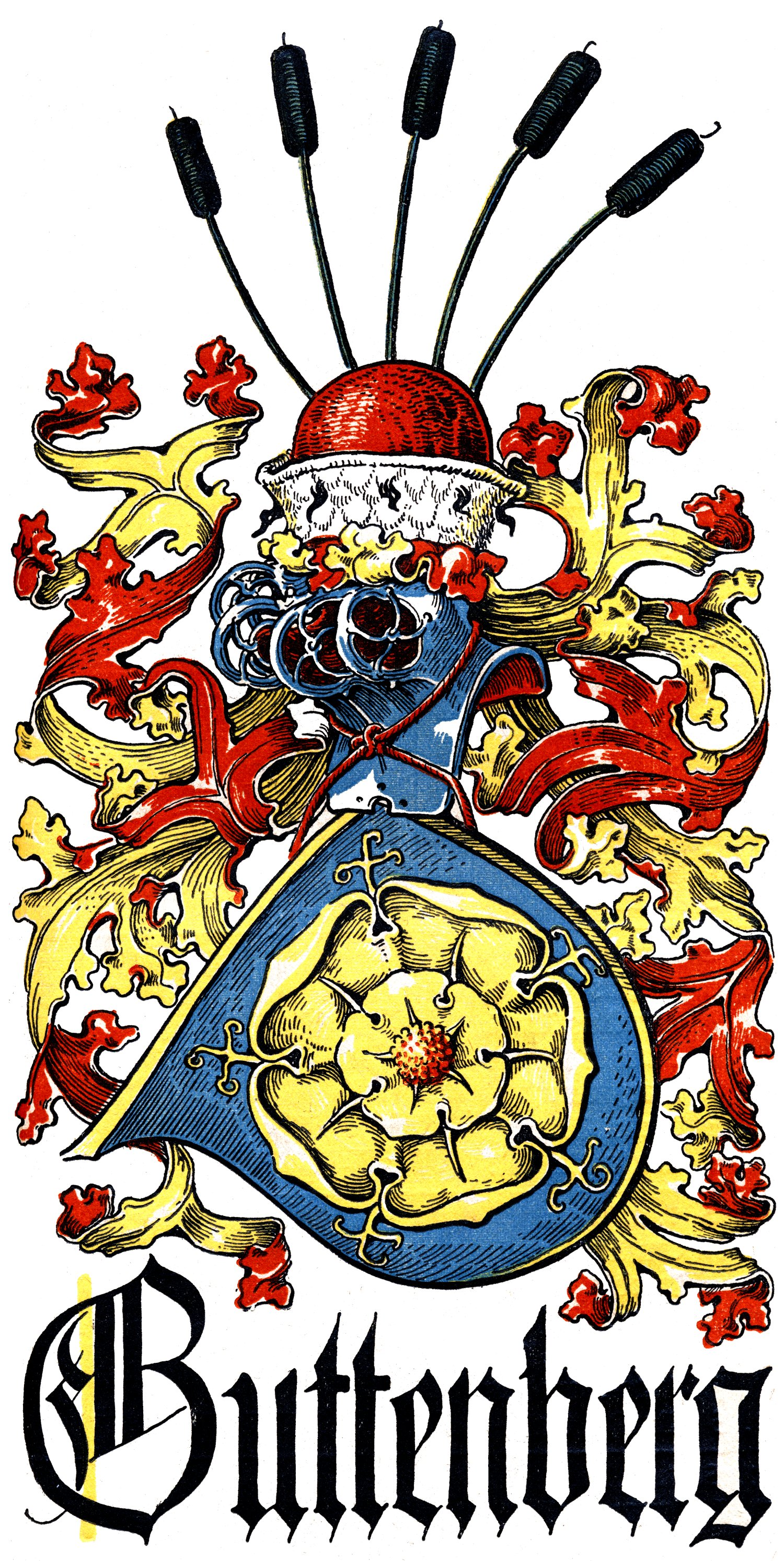
Stemma grafico di Otto Hupp nel calendario di Monaco di Baviera del 1922

### La rosa dorata di Guttenberg

Stemma comunale di Guttenberg
Stemma comunale di Kirchlauter
Stemma comunale di Sulzdorf an der Lederhecke
Stemma comunale di Rugendorf
Stemma comunale di Breitbrunn
Stemma comunale di Bindlach
Stemma comunale di Ködnitz con parti di Plassberg e Guttenberg